# Підсядь на мавпячу акустику
Підсядь на мавпячу акустику (англ. Hooked on Monkey Phonics) — епізод 313 (№ 43) серіалу «Південний Парк», прем'єра якого відбулася 10 листопада 1999 року.

## Сюжет
Для підготовки до конкурсу з вимови слів Ліенн купує Картману спеціальний набір для навчання — «Захоплююча фонетика з мавпочкою» (що включає в себе касету з вправами, картки зі словами і справжню мавпочку з ударною установкою, яка повинна задавати ритм вимові). На конкурсі Ерік сподівається на її підтримку, однак та в найвідповідальніший момент не бажає стукати в такт слову і Ерік вибуває. У фіналі залишаються Кайл і двоє нікому незнайомих дітей, які навчаються вдома, Марк і Ребекка Котсвальд. Вони перемагають і до відходу додому встигають трохи поговорити зі звичайними дітьми.
Вдома Марк говорить про те, що йому стало цікаво спілкуватися з «звичайними» дітьми, і заявляє, що хоче сходити в звичайну школу. Батьки не хочуть допускати таке, проте врешті-решт відпускають його в величезному пластиковому балоні. Незадоволені школярі витягують його з балона і прив'язують ізоляційною стрічкою до лавки. Батько Марка приходить до дорослих в бар поговорити з приводу інциденту, але і ті прив'язують його ізоляційною стрічкою до лавки.
Тим часом Кайл проявляє інтерес до Ребеки. Він намагається з нею поговорити, співає пісні під вікном; зрештою, йому вдається прийти до неї в кімнату, де вони грають в доктора (гра, до полегшення батьків Ребекки, виявляється всього лише якоюсь подобою спроб трепанації черепа налисо поголеною прямо крізь шапку Кайлу). Під час чергової зустрічі Кайл говорить Ребеці про своє почуття, і вони цілуються. Кайл запрошує Ребекку на шкільну дискотеку.
Картман, дізнавшись від Марка що таке домашнє навчання, загоряється цією ідеєю і переходить на такий же режим. Оскільки мама не може змусити його нічим займатися, для Еріка заняття перетворюються в довгий сон, повне неробство і постійний перегляд телевізора.
На дискотеці Dio виконують пісню «Holy Diver». Хлопчики планують примотати Марка ізолентою до флагштока. Під враженням від поцілунків Ребекка приходить на дискотеку вульгарно одягненою і цілується з усіма підряд; Марк каже Кайлу, що той перетворив його сестру в повію, і б'є його. Тепер хлопці вважають, що Марк крутий, і навперебій намагаються подружитися з ним. Батьки, які прийшли наглядати за Марком і Ребеккою, розуміють, що незнання реального життя може закінчитися для дітей згубно, і дозволяють Марку відвідувати школу знову. На дискотеці з'являються дорослі з бару, хапають батька Марка і успішно прив'язують його до стовпа ізоляційною стрічкою.

## Смерть Кенні
Коли Кенні і Стен відвідують Картмана у нього вдома, Кенні намагається відібрати у мавпочки тістечко. Та нападає на нього, б'є і вбиває. Оскільки при діалозі не присутній Кайл, традиційні фрази звучать трохи по-іншому:
 'Стен' : О боже мій, акустична мавпа вбила Кенні! (Oh my God, Fonics Monkey killed Kenny!)
 'Картман' : Клята правда, таки вбила. (You're damn straight, he did.)

## Пародії
- Основою для образу Ребекки стала Ребекка Сілфон, навчалася на дому студентка, яка виграла національний конкурс з вимови слів.
- Назва серії є відсиланням до популярного в Америці найменуванню освітніх матеріалів — «Hooked on Phonics» (Захоплююча фонетика).
- Сцена, в якій Кайл пропонує Ребеці поцілувати його, пародіює епізод «The Gamesters of Triskelion» з оригінального телесеріалу «Зоряний шлях». З того ж серіалу взята супроводжує музика до сцени, однак вона звучить в інших серіях «Зоряного шляху» — «Shore Leave» і «This Side of Paradise».
- Побачивши Марка в пластиковому балоні, Картман говорить, що у нього хвороба Джона Траволти. Це натяк на фільм 1976 року «Хлопчик в пластиковому міхурі» (англ. The Boy in the Plastic Bubble), де знімався Траволта.

## Факти
- Епізод став останнім, в якому жіночі ролі озвучувала Мері Кей Бергман. Епізод вийшов за день до її смерті.

У сцені, де Картман йде зі школи, щоб навчатися вдома, він пародіює сам себе, кажучи замість стандартної фрази «Пішли ви нафіг, пацани, я додому» (англ. Screw you guys, i'm going home) «Да пошлі ви всє, я буду навчатися вдома» (англ. Screw you all, i'll study home).
- Дискотека в кінці епізоду присвячена операції в затоці Свиней.
- На постері в кімнаті Ребекки зображена формула оцтової кислоти.
- На двері в кімнаті Ребекки можна побачити Прапор Словенії.